# Departure : My New Me
『Departure : My New Me』（ディパーチャー・マイ・ニュー・ミー）は、日本のロックバンド・FIVE NEW OLDが2022年9月21日にワーナーミュージック・ジャパンから発売した、メジャー4枚目のフルアルバムである。

## 概要
前作「MUSIC WARDROBE」から約1年半ぶりとなるフルアルバム。
初回限定盤と通常盤の2形態で発売され、初回限定盤には、2022年5月27日にZepp DiverCityにて開催されたライブの映像が収録された特典DVDが付属した。
今作のアートワークはMargt（PERIMETRON）が担当した。
アルバムタイトルには、リスナーが"新たな自分"になる物語のターニング・ポイントを彩る"主題歌（サントラ）"をテーマに、"My New Me＝自分をアップデート"するアルバムとなるよう願いが込められている。
自分たちの思いをより分かりやすく伝えたいという思いから、日本語詞の楽曲が多くなっている。
HIROSHIは、「前作『MUSIC WARDROBE』はタイアップも多かったので、すごく世の中に広まった作品だと思っていて。ただ、そういう作品を作れた一方で、迷いも生じてたんですよね。たくさんの人に聴いてもらえるようになって、コアな音楽ファンだけじゃなく、一般の人にも聴いてもらう機会が増えたときに、僕らが伝えたいことを本当に正しく伝えられてるのかがわからなくなって、『何で音楽やってるんだっけ？』という感じになって……。なので、まずはFIVE NEW OLDを見つめ直すところから、この作品までの道のりが始まりました。」と振り返っている。
2023年7月2日にアナログ盤が再発売された。
2022年4月から6月にかけて、このアルバムを引っ提げたライブツアー『Departure Tour』が、10月から11月にかけてライブツアー『My New Me Tour』が開催された。

## 収録楽曲
All Composed by FIVE NEW OLD
1. Trickster (03:42)
Lyrics by Hiroshi Nakahara, Jamil Kazmi
Produced by Russell Lissack
2. Happy Sad (02:52)
Lyrics by Hiroshi Nakahara, Jamil Kazmi
Produced by Colin Brittain
  - デジタルシングルの表題曲[8]。
  - HIROSHIは、「この曲が無ければこのアルバムは生まれなかったと思う」と語っている[9]。
3. Perfect Vacation (03:42)
Lyrics by Hiroshi Nakahara, Jamil Kazmi
Produced by Naoki Itai
  - 2022年7月22日に先行配信された[10]。
  - 愛称は「ぱーふぇけ」[11]。
  - 「Summertime」と同時期に完成していた楽曲[12]。
  - ベストアルバム『FiNO is』にも収録されている[13]。
4. Home (03:29)
Lyrics by Hiroshi Nakahara
Produced by Soma Genda, Ryuichi Iwasaki
  - HIROSHIの座右の銘である「家は心の帰る場所」という言葉について歌った曲[14]。
  - 曲の最後に入っている「Yeah」はWATARUの声[9]。
5. Cloud 9 (03:21)
Lyrics by Hiroshi Nakahara
Produced by Naoki Itai
  - 読みは「クラウド ナイン」。「雲の上に行くような最高の気分」という意味があり、楽曲が完成するより前にこのタイトルがつけられていた[9]。
  - 「出勤時に駅まで歩く時間にFIVE NEW OLDの曲を聴くのが好き」というスタッフの話を聞いたことで、朝に似合う曲を作ろうと製作された[9]。
6. Script (04:18)
Lyrics by Hiroshi Nakahara
Produced by Naoki Itai
  - 今作で最後にレコーディングした楽曲[15]。
7. Potion (02:10)
  - インストゥルメンタル楽曲。
  - WATARUが中心となって製作された楽曲で、テーマは「落ち着きたい」。WATARUは、「生活の中でずっと聴いていられるようなライフスタイルミュージックが好きで、安らぎを感じる楽器を選びました。いつもだったらビートが激しくなる部分も、あえて緩やかに。アルバムの中でも一息つく時間になればいいなと思って。」と発言している[2]。
8. Nowhere (03:16)
Lyrics by Hiroshi Nakahara
Produced by Soma Genda, Ryuichi Iwasaki
  - LP盤ではここから2枚目。
  - 「大人になって忘れてしまった子供の想像力を形にしたかった」というコンセプトのもと製作された、Zombie Zoo Keeper製作のNFTアートのアニメ化プロジェクトのテーマソングとして製作された。そのコンセプトを受けて、大人の持てる想像力を発揮した楽曲とのこと[2]。
  - 「創造性はどこからともなく（”Nowhere”から）やってくる。」がテーマの楽曲[16]。
  - FIVE NEW OLDの楽曲ではHIROSHIが中心となってメロディーを作ることが多いが、今曲はメンバー全員でサビのメロディーの候補を出し合って製作された。HIROSHIは「今作の中で一番『みんなで作った感』がある」と発言している[2]。
9. One By One (03:57)
Lyrics by Hiroshi Nakahara, Jamil Kazmi
Produced by MONJOE
10. LNLY (03:40)
Lyrics by Hiroshi Nakahara
  - 読みは「ロンリー」[17]。
  - 歌詞はHIROSHI自身のことである[17]。
  - 今曲はアレンジャーを加えず、メンバー4人のみで製作された[9]。
11. Goodbye My Car (03:53)
Lyrics by Hiroshi Nakahara
Produced by Davey Badiuk
12. Rhythm of Your Heart (03:46)
Lyrics by Hiroshi Nakahara, Jamil Kazmi
Produced by Soma Genda, Ryuichi Iwasaki
  - デジタルシングルの表題曲[18]。
  - 今作で最初にレコーディングした楽曲[19]。
13. My New Me (09:04)
Lyrics by Hiroshi Nakahara
Produced by Colin Brittain
  - 「私は私」や「足るを知る」がテーマの楽曲[9]。
  - 当初はアルバムのオープニングナンバーを作ろうということで製作されていた[9]。
  - 「By Your Side」をアップデートした楽曲をテーマに製作された。ラップはチャンス・ザ・ラッパーの歌詞を参考にしており、短時間で完成した楽曲[20]。
14. OLD HONDA
  - CDのみに収録されているシークレットトラック。前曲から約1分の無音の後再生される。
  - 今作で唯一の全編英語詞の楽曲。
  - 2016年頃、Margtのメンバーである前田勇至の卒業製作の映画のエンディングテーマに書き下ろした楽曲の再録[21]。

## 収録映像作品
Departure Tour 2022.05.27 at Zepp DiverCity
今アルバムのリリースに先駆けて行われたツアー。今アルバムから「One By One」「Goodbye My Car」が初披露された。同2曲はリリースされた音源とはアレンジや一部の歌詞が異なる。

### 収録内容
1. Rhythm of Your Heart
2. Hallelujah
3. What's Gonna Be?
4. Hole
5. Liberty
6. Stay (Want You Mine)
7. Too Good To Be True
8. Happy Sad
9. Summertime
10. One By One
11. My Sacred Chamber
12. Moment
13. Breathin'
14. By Your Side
15. Ghost In My Place
16. Don't Be Someone Else
17. Goodbye My Car
  - ここからアンコール。
  - 当時は曲名もついていなかった[22]。
18. Please Please Please

## 参加ミュージシャン
FIVE NEW OLD
- HIROSHI（ボーカル・ギター）
- WATARU（ギター・キーボード）
- SHUN（ベース）
- HAYATO（ドラムス）

Additional Musicians
- Kanade Shishiuchi（トランペット、トロンボーン）[Tr.5,13]
- Satoshi Setsune（ヴァイオリン）[Tr.5,10]
- Nao Nishimura（ピアノ、キーボード）[Tr.5,6]
- 裏切りおにぎり a.k.a. Hanako（ボーカル）[Tr.9]

## タイアップ
| 使用年 | 曲名                 | タイアップ                                                |
| ------ | -------------------- | --------------------------------------------------------- |
| 2021年 | Rhythm of Your Heart | 三菱ケミカル CMソング                                     |
| 2022年 | Nowhere              | NFTアート発アニメ化プロジェクト"Zombie Zoo"テーマ・ソング |
| 2023年 | Trickster            | テレビアニメ『HIGH CARD』オープニングテーマ               |